# Miki Jacobsen
Miki Jacobsen (født 1965) er en grønlandsk billedkunstner. Miki Jacobsen er født i Paamiut, men opvokset i Sisimiut. Han er uddannet på Kunstskolen i Nuuk, og på Skolen for Brugskunst. Miki Jacobsen arbejder indenfor mange forskellige medier, fra akvarel over maleri til fotografi, men arbejder også med skulptur, lige fra konkrete objekter til forgængelig landart. Han har arbejdet med udsmykninger, illustrationer, frimærker, børnebøger, og løst opgaver indenfor teater, film og musik. På Nuuk Kunstmuseum hænger flere værker. Miki Jacobsen er medlem af kunstnersammenslutningen Kimik.

## Udvalgte udstillinger
- 1987 Grönländsk Grafik, Stockholm (gruppeudstilling)
- 1993-97 Den flyvende Kajak, Nordisk Konstcentrums vandreudstilling, (gruppeudstilling)
- 1988 Det Grønlandske Hus i København, København
- 1997 Katuaq, Nuuk
- 1999 Sila, Katuaq, Nuuk 2002 Hunters of the North, vandreudstilling.
- 2005 Den Røde Snescooter, Nordatlantens Brygge (gruppeudstilling)